# ケンブリッジ大学

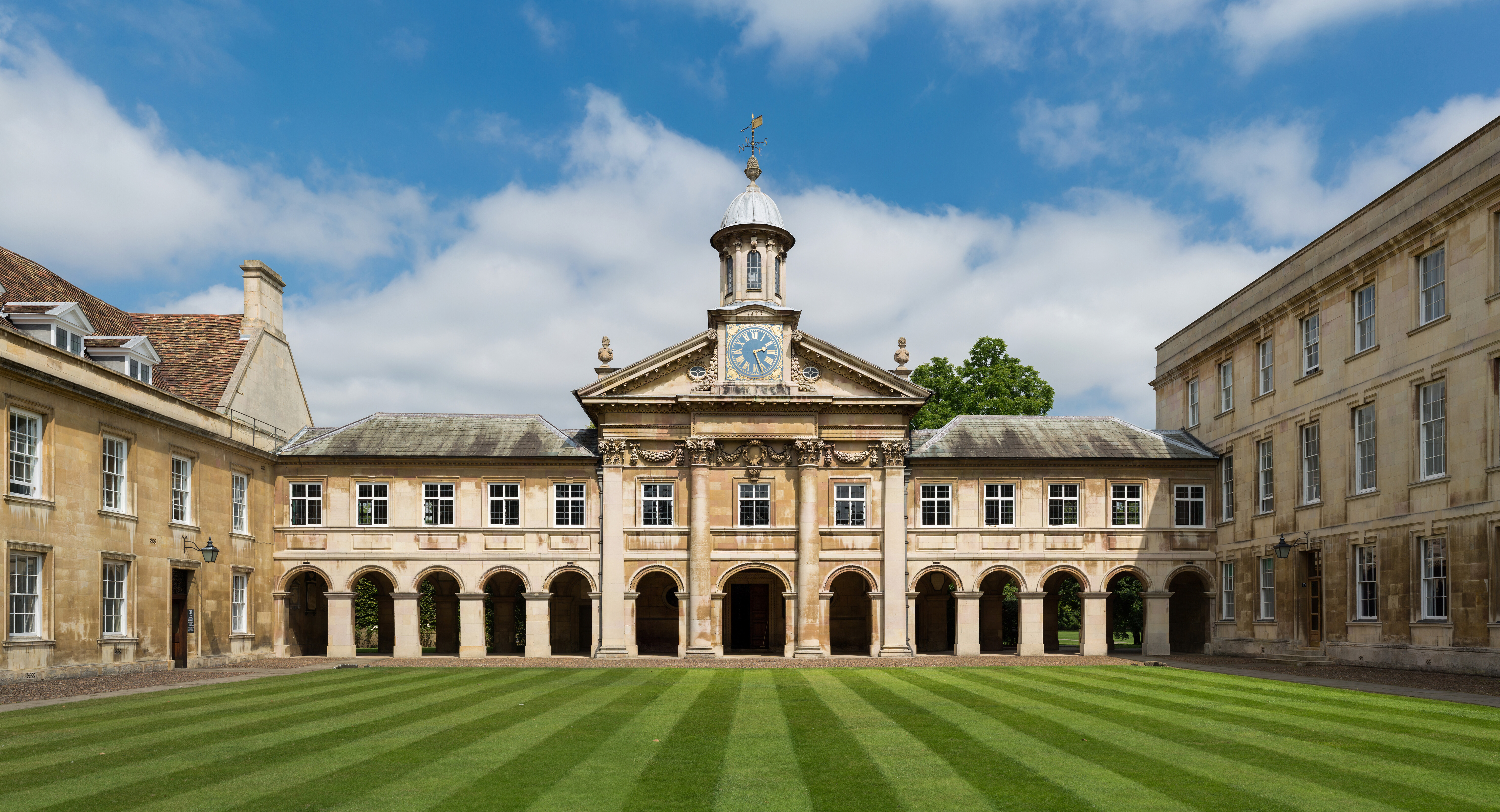
Emmanuel College

ケンブリッジ大学（ケンブリッジだいがく、University of Cambridge）は、イギリスの大学都市ケンブリッジに所在する総合大学。

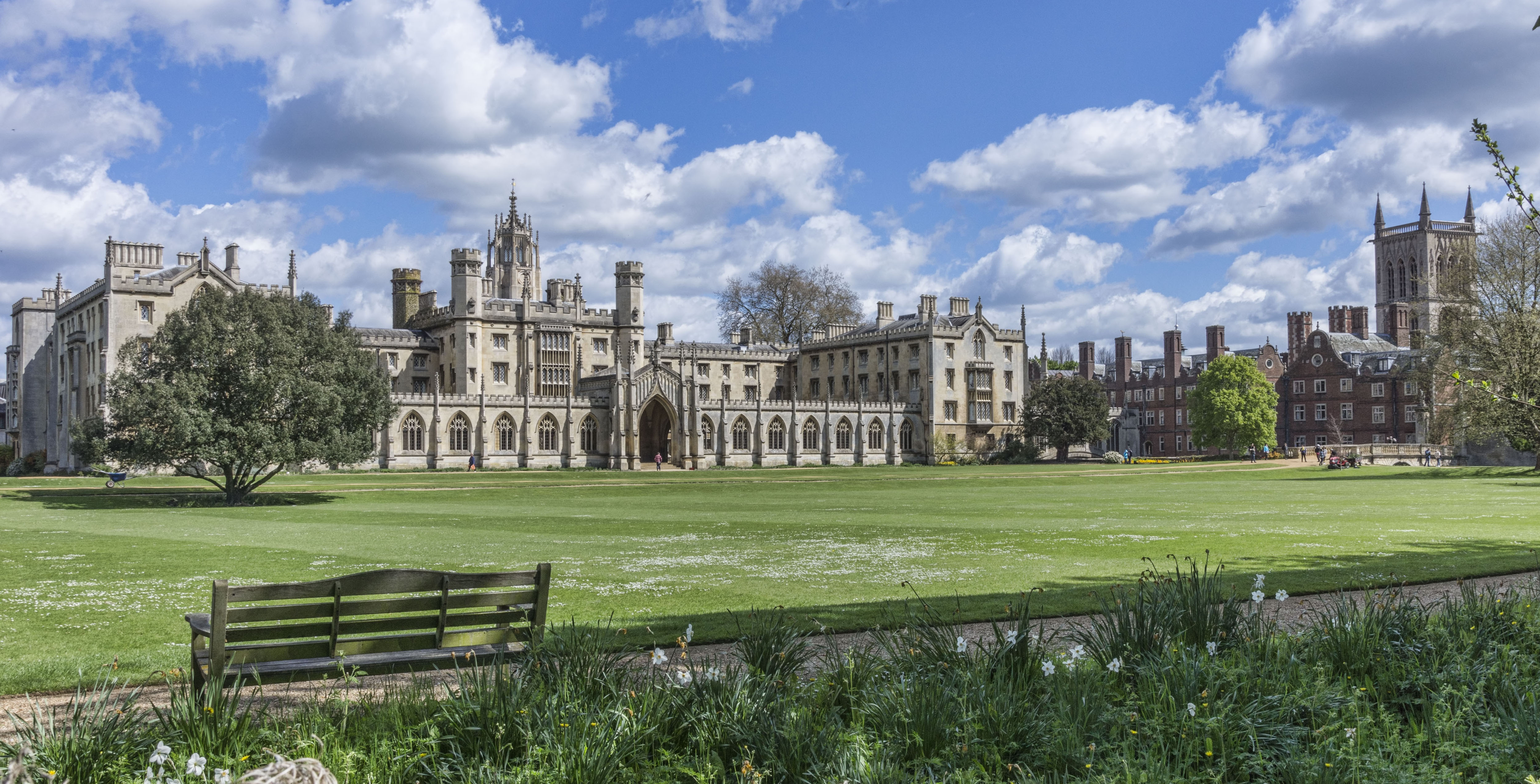

オックスフォード大学と並ぶイギリスの名門校で、その淵源は13世紀初頭にさかのぼる。トリニティ・コレッジやキングズ・コレッジといった31のコレッジ（学寮）が独自の財源・組織をもって自立した運営を行っており、「ケンブリッジ大学」はこれらのコレッジを総称した呼び名である。
国家元首など各分野で主導的な役割を果たす卒業生を数多く輩出し、関係するノーベル賞受賞者は121人にのぼるなど、学術分野でも高い評価を受ける。タイムズ・ハイヤー・エデュケーションのＴＨＥ大学ランキングでは欧州圏で第2位、世界全体で第5位（2024年）、ＱＳ大学ランキングでは世界第2位（2024年）。
人文教育を重視してきた歴史的経緯から、現在でも古典学や数学基礎論などの分野で世界的な拠点となっており、ＵＳニューズ誌による分野別の世界ランキングでは、芸術・人文分野が第3位、数学が第4位などとなっている。一方で、同ランキングでは人工知能研究が第50位、ケミカル・エンジニアリングが第62位などとなっており、とくに人工知能研究などでは巨額の投資により先端技術分野での研究体制の再編を進めている。
大学院ではケンブリッジ大学法学部(Cambridge Law)、公共政策大学院(POLIS)、ケンブリッジ大学医学部(Cambridge Medicine)なども定評がある。

## 概説
13世紀初頭に、町の人々と対立してオックスフォードから逃れてきた学者たちが、この町に住み着き、研究・教育活動を始めたのを起源とする中世大学である（大学としての公式な創立年度は1209年）。彼らの活動はやがて、イングランド国王の保護なども受けて発展をはじめ、現存する最古のコレッジ、Peterhouse（ピーターハウス）は1284年の創立。13世紀にはヴァチカンからストゥディウム・ゲネラーレの認定を受けている。アイザック・ニュートン、チャールズ・ダーウィン、ジョン・メイナード・ケインズ等、近世以降の人類史において、社会の変革に大きく貢献した数々の著名人を輩出してきた。
2019年のTimes Higher Education World University Rankingsで世界第2位と評価されるなど、ハーバード大学、オックスフォード大学等と並び、各種の世界大学ランキングで常にトップレベルの優秀な大学として評価されており、公式のノーベル賞受賞者は121人（2023年5月現在）と、世界の大学・研究機関で最多（内、卒業生の受賞者は65人）である。公式サイトでは国公立大学（Public University）と紹介している。
法的根拠が国王の勅許状により設立された自治団体であること、大学財政審議会（UFC)を通じて国家から国庫補助金の配分を受けており、大学規模や文科・理科の配分比率がUFCにより決定されていること、法的性質が明らかに違うバッキンガム大学(non-profit private university)等の私立大学が近年新設されたことによる。ただし、自然発生的な創立の歴史や高度な大学自治、独自の財産と安定収入のあるコレッジの存在、日本でいう国公立大学とは解釈が異なる。キリスト教系宗派の系統を持つコレッジも多く、各コレッジの自治と宗派とのつながりも深く、その点では私立大学的要素も持ち合わせている
アメリカ、ヨーロッパ、アジア、アフリカ各国からの留学生も多い。2005年現在、EU外からの学生は3,000人を超え、日本からの留学生も毎年十数人～数十人規模となっている。研究者の交流も盛んで、日本からの在外訪問研究者も多い。

## 特徴

### コレッジ制

Kings College

ケンブリッジ大学は、31のコレッジから成るコレッジ制を採る。コレッジは「学寮」とも訳され、全ての学生は学部生・大学院生を問わず、1つのコレッジに所属する。学部生の入学者選抜はコレッジ毎に行われ、一部の学科を除いてAレベル試験の成績の他に、面接試験で判定される。歴史的に見れば、コレッジは教師と学生が寝食を共にし、そこで共に学ぶという修道院の形態に由来している。19世紀の半ばまで、教員は英国国教会徒であること、および生涯独身であることなどが義務付けられていたが、大学改革により義務は緩和された。現在では国教会に限らず、プロテスタント系、カトリックのコレッジも存在している。各コレッジは代々固有の財産と安定収入を持ち、伝統的な資産はイギリス各地の荘園、農園であり、近年では株式の割合も増えている。コレッジの資産を管理・運用するフェローのことをバルサーと呼び、経済学者のケインズはケンブリッジ大学のキングス・コレッジのバルサーであった。
学部生の教育は、伝統的にはコレッジで教員と学生の1対1で行われていた。コレッジによるこうした指導を「チュートリアル」と呼び、チュートリアルを施す教員を「チューター」と呼ぶ。現在ではチューターは生活面で学生の面倒を見る教員を指す。ただし、「シニア・チューター (senior tutor)」と呼ばれるチューターのリーダーは、現在でも各カレッジにおける教育の最高責任者と見なされている。またオックスフォード大学、ダラム大学は、同種のコレッジ制を採用した大学であることから、大学間でコレッジ対抗のスポーツイベント、ドオックスブリッジが開催されている。

ケンブリッジ大学の一番学生人数の面で、ノーベル賞の受賞者数でも大きいコレッジはトリニティ・コレッジ。トリニティ・コレッジの現在、過去のノーベル賞受賞者の人数は34人。(トリニティ・イン・ジャパン・ソサエティ、トリニティ・コレッジ)

### 授業・研究活動
現在の授業はコレッジではなく、学部・学科が中心となって行われる。授業には2つの形態があり、1つは学部・学科の提供するもので多くの学生が集まって聴講する講義形式の授業、もう1つはコレッジの責任で行われる「スーパービジョン (supervision)」と呼ばれる個人または少人数形式の授業である。各コレッジには科目毎に学習指導教員 (Director of study) がおり、学習指導教員は学部・学科から推薦された教員・研究員・大学院博士課程の学生の中から、学生ひとりひとりに「スーパーバイザー (supervisor)」と呼ばれる指導教員を任命する。スーパービジョンでは文科系の場合、与えられた課題に対して小論文 (essay) を事前に提出し、その小論文について指導教官が添削したものを学生と議論しながら指導していくという形式を取ることが多い。

大学院生の教育には、研究科（学部・学科）が主に責任を担っている。大学院の入学者を選抜する権限は専門の研究科にあり、研究科からの入学許可を得た後に、属するコレッジが決定する。大学院においても修士課程や博士課程の初年度には講義が行われる場合が多いが、その勉学・研究活動の中心は指導教官とのスーパービジョンにある。学部生とは異なり、大学院のスーパービジョンは現在でも一対一の原則がほぼ貫かれている。また、スーパーバイザーの選択はコレッジの学習指導教員でなく、それぞれの研究科の責任で行われる。

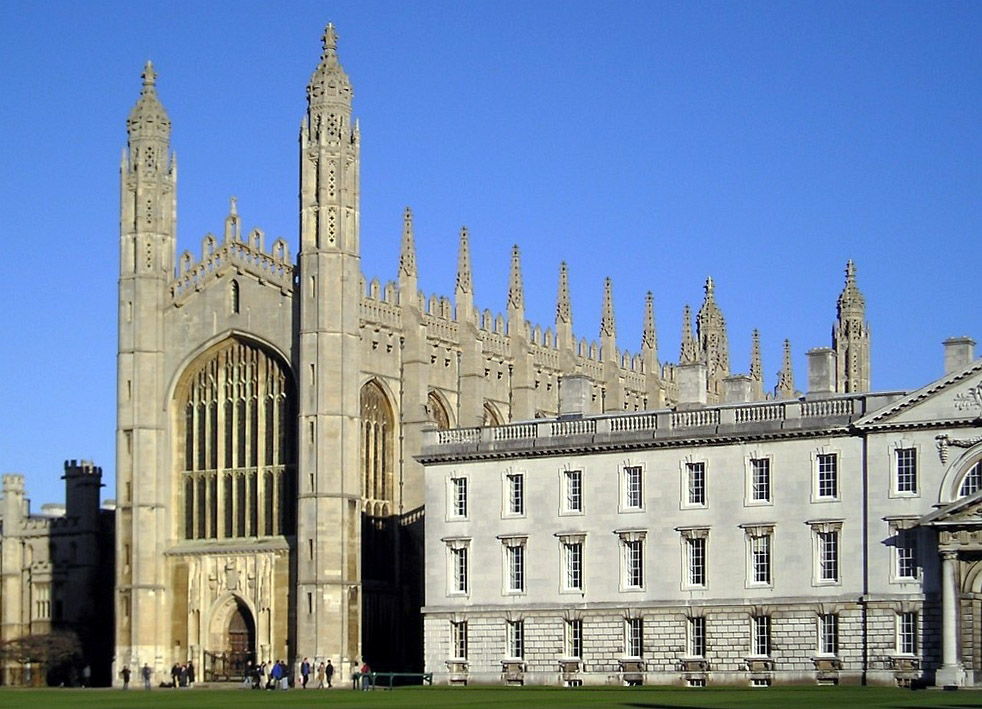
Kings College Chapel

### 学期
ケンブリッジ大学は、1学年を3つの学期に分けている。学則上、10月1日～12月19日をMichaelmas Term、1月5日～3月25日をLent Term、4月10日～6月18日をEaster Termと呼ばれている。このうち授業が行われる「フル・ターム (full term)」と呼ばれる期間は、各学期8週間である。学部と一部の大学院のコースの試験は、5月に一斉に行われる。この学部の試験と数学の修士の試験は、「トライポス (tripos)」と呼ばれる。日の長くなる6月には各コレッジ毎にメイ・ボール (May Ball) あるいはジューン・イベント (June Event) 等と呼ばれる園遊会のシーズンを迎える。大学院の場合は、6～7月に学年の終了するコースもある。

### 試験と入学基準
受験に際しては、通常の試験による。外国人の場合は、IELTS（英国英語検定試験）の受験が義務付けられている。入学基準において、GPA3.70以上に加え（大学院博士課程は大学院の修士号GPA3.70）、IELTS7.5以上、またはTOEFL　PBT620点以上（IBT110点以上）が必須。博士号を進むにあたっては職歴も問われ、大学院の修士課程でのGPAの成績が問われる。

## 学生生活
ケンブリッジ大学には、他の大学とは異なる慣習やルールが多数存在していた。かつては大学の自治警察に町内の警察権が与えられ、その他にワインや食料を独占的に販売する特権、近傍の市場の度量衡などの監督権、学生がコレッジの外に出る際にはガウンを着用する義務などがあった。それらは数百年にわたる大学改革によって徐々に姿を消してきたが、中世由来の慣習の一部は現在でも存在している。例えば授業期間中は大学教会であるセント・メアリー教会から2マイル以内に居住しなければならないこと、コレッジごとに「フォーマル・ホール (formal hall)」と呼ばれる晩餐会が設けられていること、所属するコレッジのフォーマル・ホールにおいてはガウンを着用することなどである。
ケンブリッジの学寮には「犬の飼育は禁止だが、猫は構わない」というルールがあり、女子寮を含む複数の学寮で猫が飼われている。

## オックスフォード大学との関係

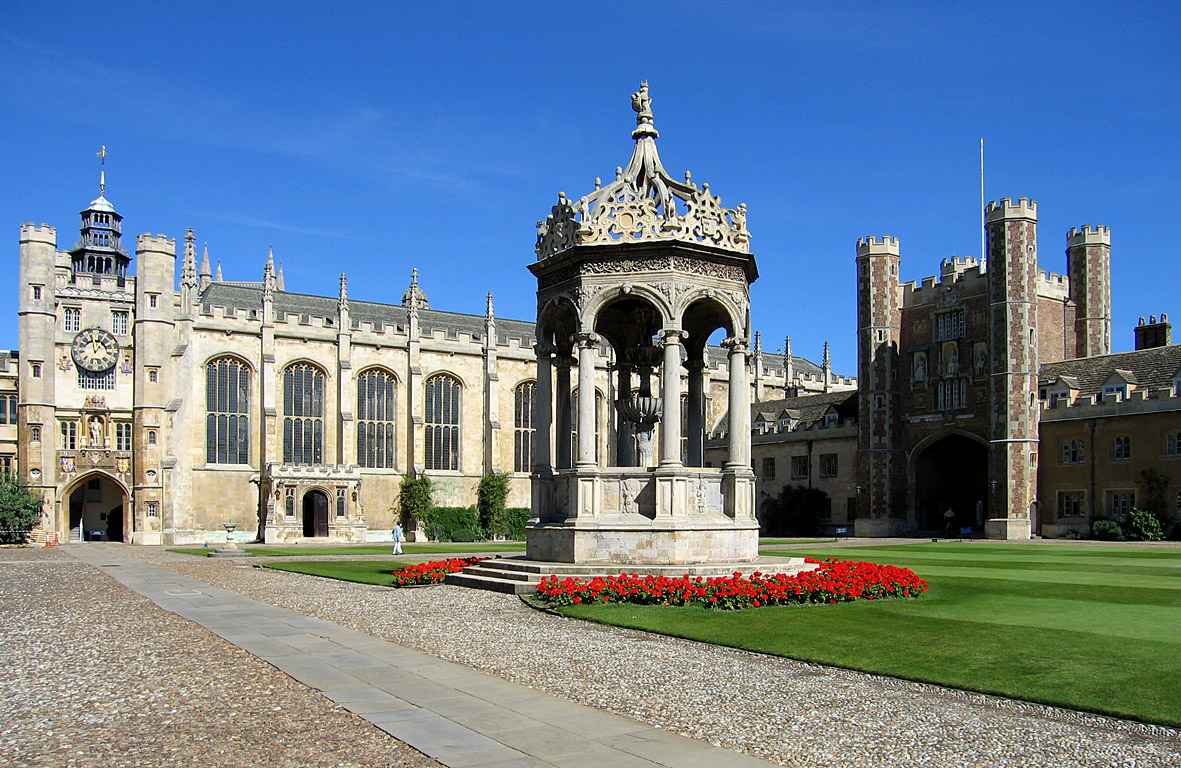
Trinity College

オックスフォード大学とは強いライバル関係にあり、両大学合わせて、「オックスブリッジ」と呼ばれる。両校の間では、スポーツなど各種の親善試合が頻繁に行われる。中でもとりわけ有名なのは、毎年春にロンドンのテムズ川で行われるボートレース（レガッタ）である。両大学は、互いに「あちら（the other place, another universityなど）」と呼び合うだけでなく、パントと呼ばれる舟遊びでも逆方向から漕ぐ徹底振りである。また、1827年に開始されたクリケットの定期戦も有名であり、ザ・大学マッチ（The University Match）と呼ばれ、ボートレースより長い歴史がある。通算成績は2023年現在、ケンブリッジ大学が勝ち越しており、クリケットの聖地と呼ばれるロンドンのローズ・クリケット・グラウンドで多くの試合が行われた。
市内中心部を諸コレッジの壁面が覆うことよりオックスフォード大学が「大学の中に町がある」と言われるのに対し、大学都市である、ケンブリッジ市内中心部が明るく伸びやかな雰囲気のあるケンブリッジ大学はよく「町の中に大学がある」と称される。

## 学科・コレッジ

### 学科（Department）

#### School of Arts and Humanities
- 建築学・美術史学部（Faculty of Architecture and History of Art）
  - 建築学科（Department of Architecture）
  - 美術史学科（Department of History of Art）

- アジア・中東学部（Faculty of Asian and Middle Eastern Studies）
  - 東アジア学科（East Asian Studies）
  - 中東学科（Middle Eastern Studies）
- 古典学部（Faculty of Classics）
  - 古典考古学博物館（Museum of Classical Archaeology）
- 神学部（Faculty of Divinity）
- 英語学部（Faculty of English）
  - アングロ＝サクソン語・ノルド語・ケルト語学科（Anglo-Saxon, Norse and Celtic）
- 近代・中世言語学部（Faculty of Modern and Medieval Languages and Linguistics
  - フランス語学科（Department of French）
  - ドイツ語学科（Department of German）
  - イタリア語学科（Department of Italian）
  - 近代ギリシア語学科（Department of Modern Greek）
  - スペイン語ポルトガル語学科（Department of Spanish and Portuguese）
  - スラブ学科（Department of Slavonic Studies）
  - 理論・応用言語学科（Department of Theoretical and Applied Linguistics）
- 音楽学部（Faculty of Music）
  - Centre for Music Performance
- 哲学部（Faculty of Philosophy）
- Centre for Research in Arts, Social Sciences and Humanities
- Language Centre
- Leverhulme Centre for the Future of Intelligence

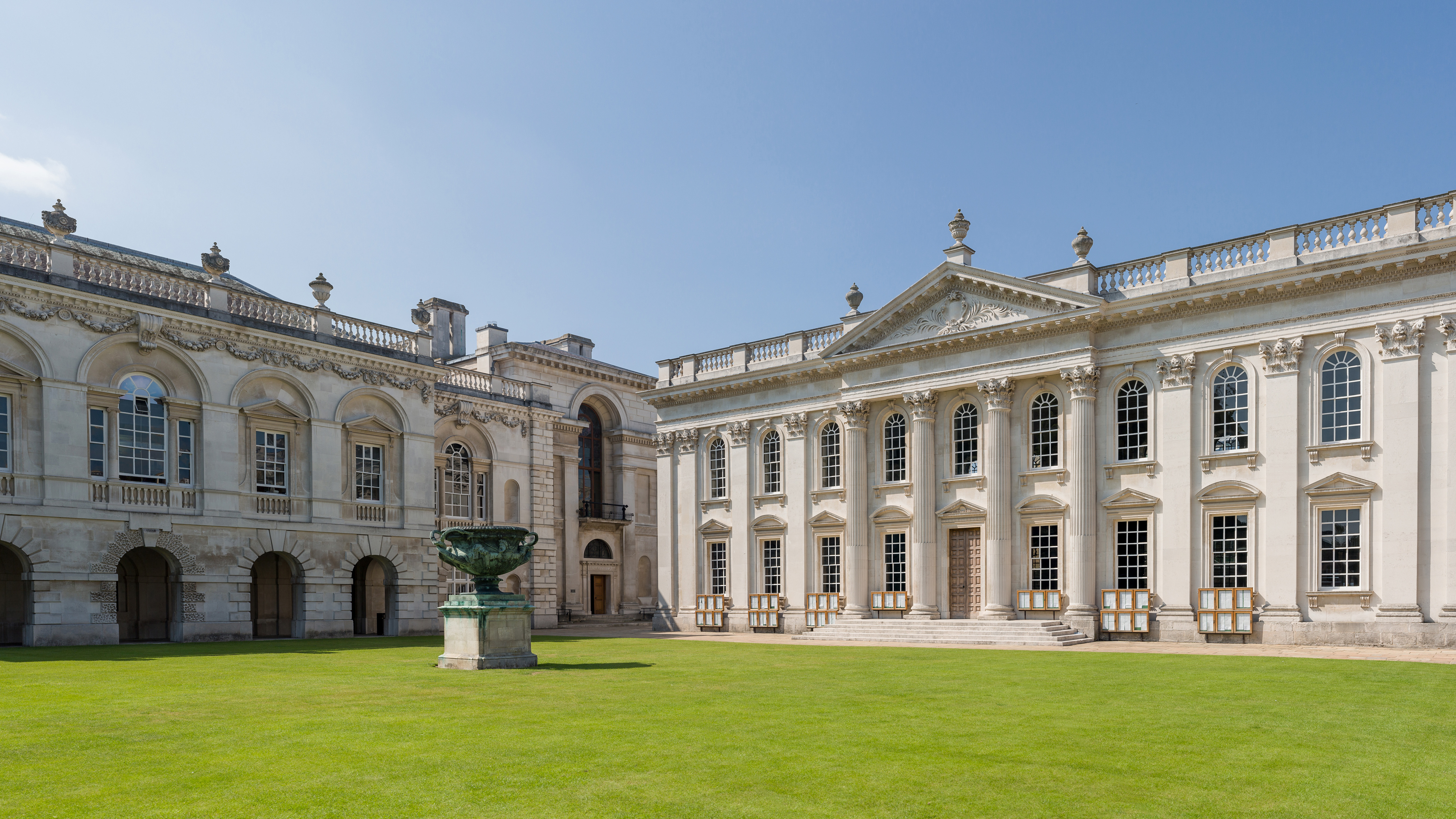
Administrative offices

#### School of the Humanities and Social Sciences
- 人間・社会・政治科学部（Faculty of Human, Social and Political Science）
  - 考古学科（Archaeology）
    - Biological Anthropology
    - McDonald Institute for Archaeological Research

  - 社会人類学科（Social Anthropology）
    - Mongolia and Inner Asian Studies Unit
    - Museum of Archaeology and Anthropology

  - 政治学・国際関係学科（Politics and International Studies）
    - Centre of African Studies
    - Centre of Development Studies
    - Centre for Gender Studies
    - Centre of Latin American Studies
    - Centre of South Asian Studies

  - 社会学科（Sociology）
- 経済学部（Faculty of Economics
- 教育学部（Faculty of Education）
- 史学部（Faculty of History）
- 科学史科学哲学科（History and Philosophy of Science）
  - ウィップル科学史博物館（Whipple Museum of the History of Science）
- 法学部（Faculty of Law）
  - ローターパクト国際法研究所（Lauterpacht Centre for International Law）
- 犯罪学研究所（Institute of Criminology）
- 土地経済学科（Department of Land Economy）

#### School of the Biological Sciences
- 生物学部（Faculty of Biology）
  - 生化学科（Department of Biochemistry）
  - Centre for Family Research
  - 遺伝学科（Department of Genetics）
  - 病理学科（Department of Pathology）
  - 薬理学科（Department of Pharmacology）
  - 生理学・発生・神経科学科（Department of Physiology, Development and Neuroscience）
  - 植物学科（Department of Plant Sciences）
    - 植物園（Botanic Garden）

  - 心理学科（Department of Psychology）
  - 動物学科（Department of Zoology）
    - Museum of Zoology
- 獣医学科（Department of Veterinary Medicine）
- Wellcome Trust-MRC Cambridge Stem Cell Institute
- Wellcome Trust-Cancer Research UK Gurdon Institute
- Cambridge Systems Biology Centre
- MRC Toxicology Unit
- セインズベリー研究所（Sainsbury Laboratory）

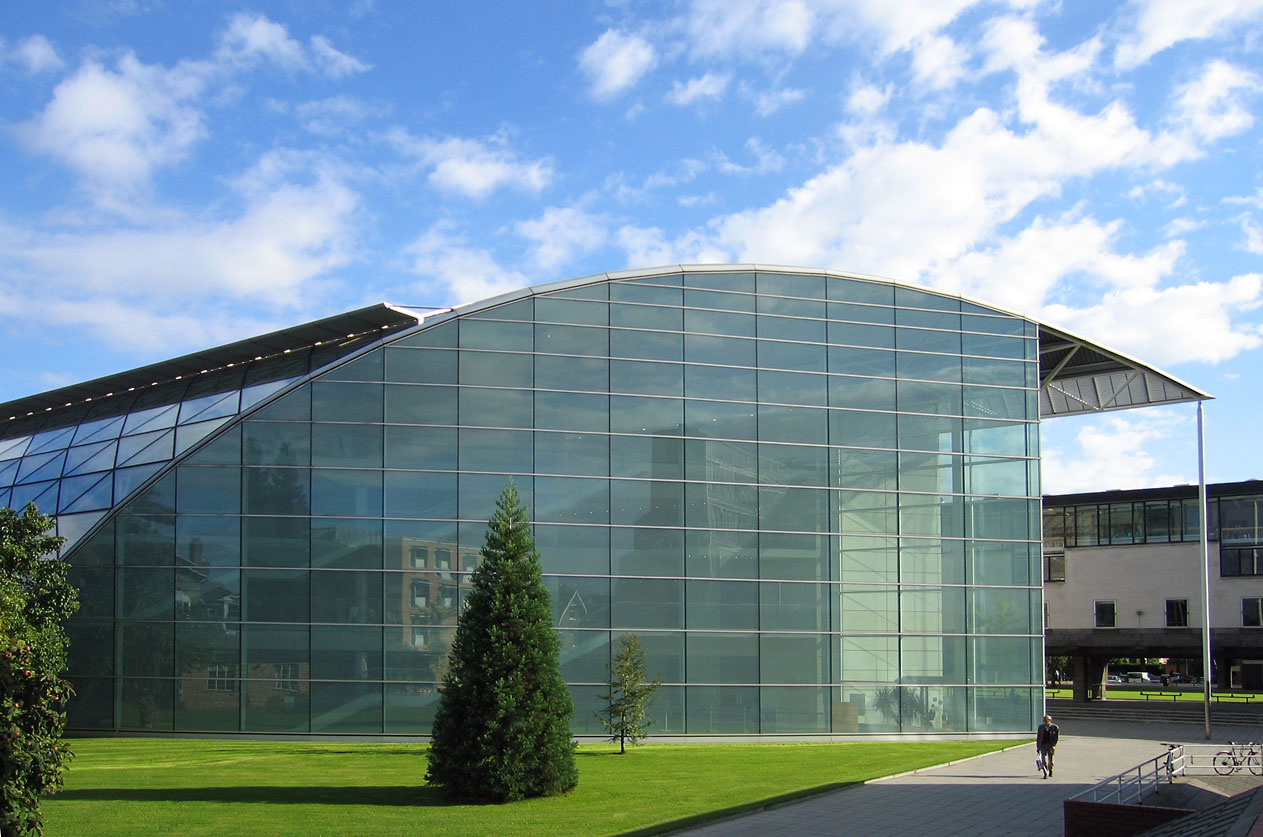
ケンブリッジ大学法学部(Cambridge Law)

#### School of the Physical Sciences
- 地球科学・地理学部（Faculty of Earth Sciences and Geography）
  - 地球科学科（Department of Earth Sciences）
    - セジウィック地球科学博物館（Sedgwick Museum of Earth Sciences）

  - 地理学科（Department of Geography）
    - スコット極地研究所（Scott Polar Research Institute）
      - 極地博物館（Polar Museum）
- 数学部（Faculty of Mathematics）
  - 応用数学・理論物理学科（Applied Mathematics and Theoretical Physics
  - 純粋数学・数理統計学科（Pure Mathematics and Mathematical Statistics
    - 統計研究所（Statistical Laboratory）
- 物理学・化学部（Faculty of Physics and Chemistry）
  - 天文学科（Astronomy）
  - 化学科（Chemistry）
  - 材料科学・冶金学科（Materials Science and Metallurgy）
  - 物理学科（Physics）
- アイザック・ニュートン数理科学研究所（Isaac Newton Institute for Mathematical Sciences）

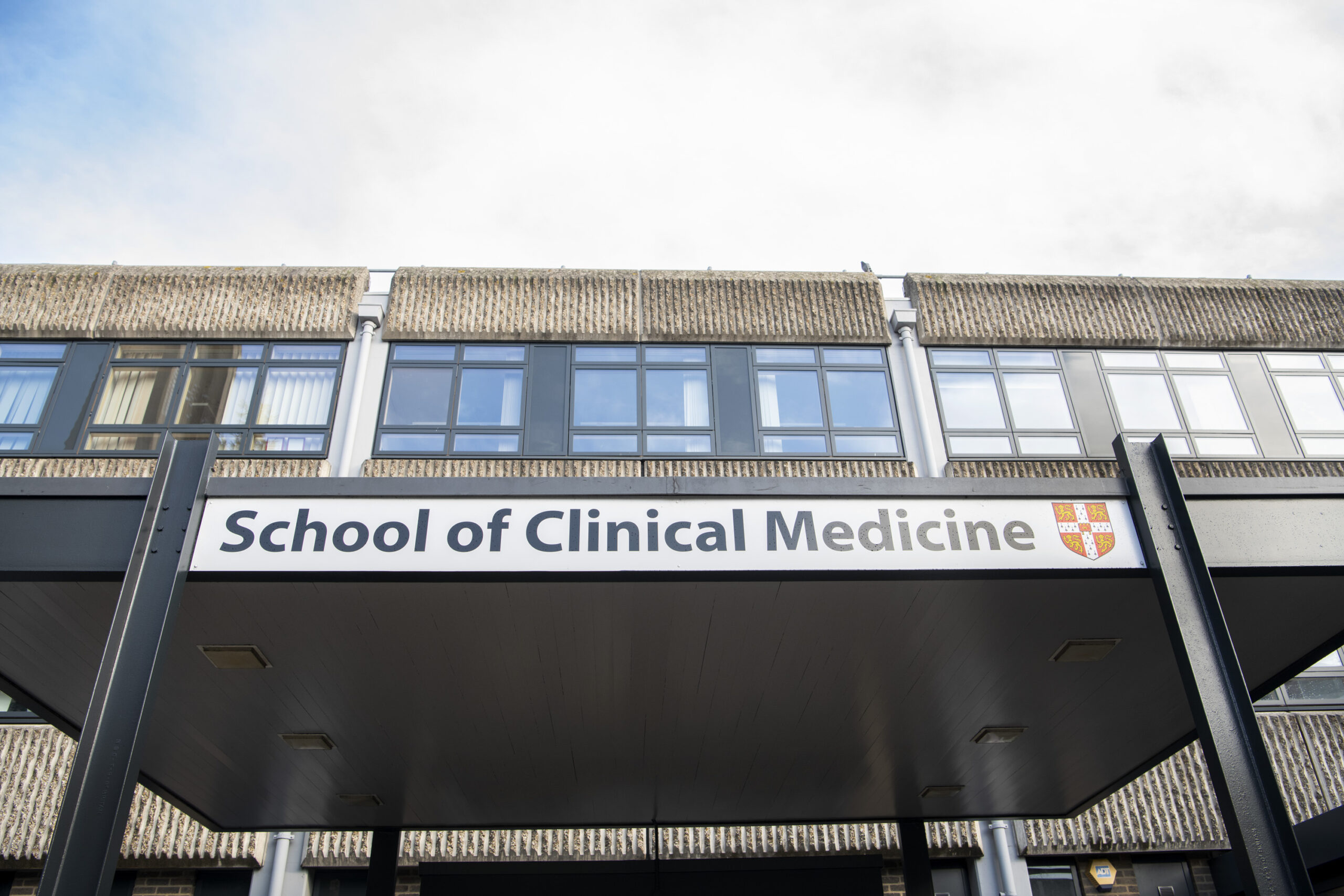
ケンブリッジ大学医学部(Cambridge Medicine)

#### School of Clinical Medicine
- 臨床生化学科（Department of Clinical Biochemistry）
  - Metabolic Research Laboratories
  - Cambridge Institute for Medical Research
- 臨床神経科学科（Department of Clinical Neurosciences）
  - John van Geest Centre for Brain Repair
  - 神経学ユニット（Neurology Unit）
  - Neurosurgery
  - Wolfson Brain Imaging Centre
- 血液学科（Department of Haematology）
  - Transfusion Medicine
- 医科遺伝学科（Department of Medical Genetics）
- 医学科（Department of Medicine）
- MRC Biostatistics Unit
- MRC Epidemiology Unit
- MRC Mitochondrial Biology Unit
- Obstetrics and Gynaecology
- 腫瘍学科（Department of Oncology）
  - Early Cancer Institute
- 小児科学科（Department of Paediatrics）
- 精神医学科（Department of Psychiatry）
  - Brain Mapping Unit
  - Developmental Psychopathology
- Public Health and Primary Care
  - Clinical Gerontology
- 放射線学科（Radiology）
- 外科学科（Surgery）
  - Trauma and Orthopaedic Surgery
- 医学研究所（Cambridge Institute for Medical Research）
- Cancer Research UK Cambridge Institute
- MRC Cognition and Brain Sciences Unit
- Wellcome Trust-MRC Institute of Metabolic Science

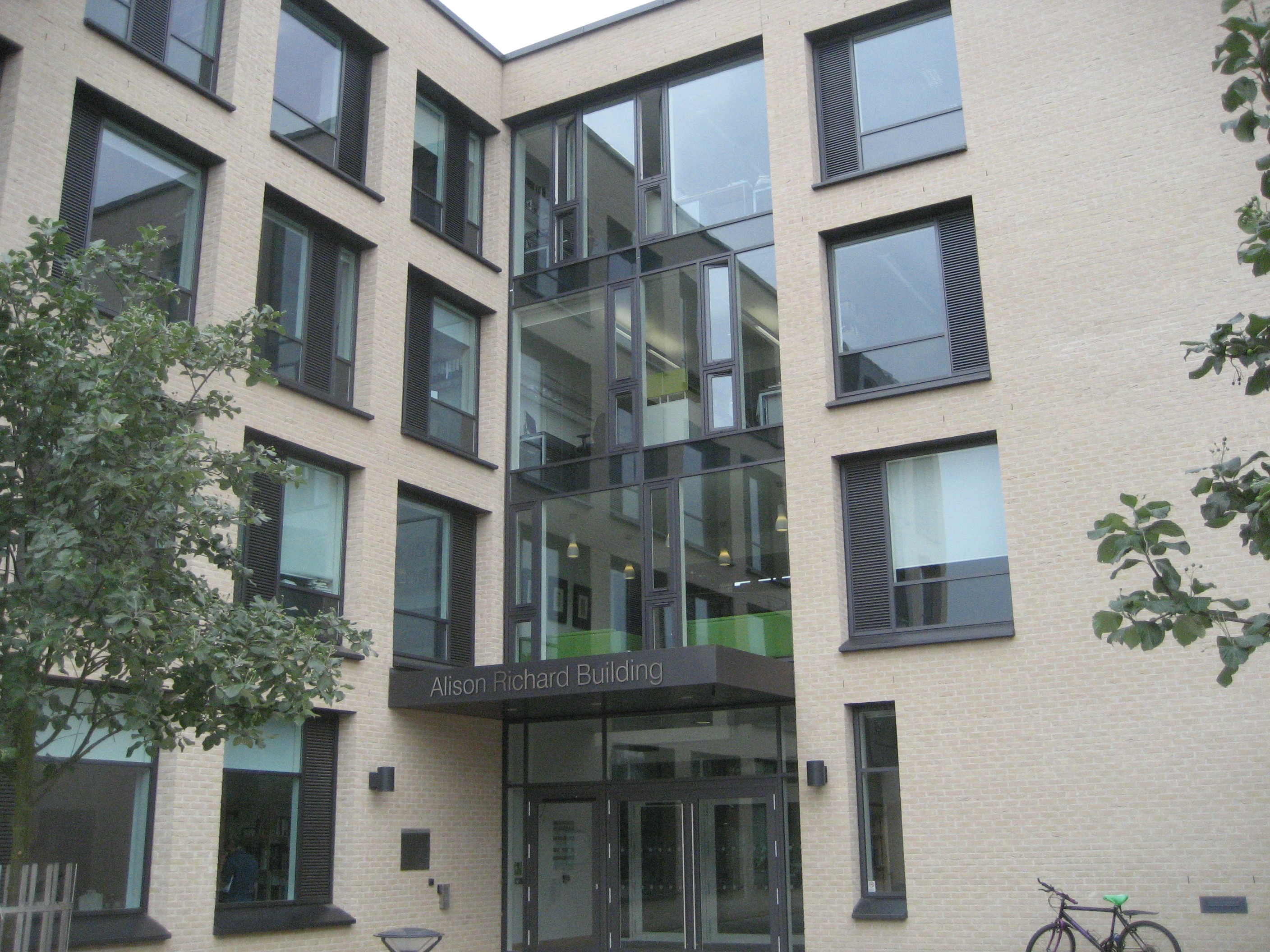
ケンブリッジ大学政治・国際関係学部(POLIS: Department of Politics and International Studies)

#### School of Technology
- 工学科（Department of Engineering）
  - エネルギー・流体力学・ターボ機械（Energy, Fluid Mechanics and Turbomachinery）
  - 電気工学（Electrical Engineering）
  - 力学・材料・設計（Mechanics, Materials and Design）
  - 土木工学（Civil Engineering）
  - 製造管理（Manufacturing and Management）
  - 情報工学（Information Engineering）
- 経営学部（Faculty of Business and Management）
  - ジャッジ経営大学院（Cambridge Judge Business School）
    - Centre for Business Research
    - Psychometrics Centre
- 計算機科学技術（Computer Science and Technology）
- 化学工学・生物工学（Chemical Engineering and Biotechnology）
- サステナビリティ・リーダーシップ研究所（Cambridge Institute for Sustainability Leadership）

#### Institutions independent of any School
- Principal non-school institutions
- Cambridge Enterprise
- Cambridge University Library
- Careers Service
- フィッツウィリアム博物館（Fitzwilliam Museum）
- Gates Trust
- Institute of Continuing Education
- Postdoc Academy
- University Development and Alumni Relations
- University Information Services

### コレッジ（College）
ブリティッシュ・アクセントでは「コレッジ」と発音する。カレッジはアメリカン・アクセントである。（下記の表は訂正できないためカレッジのままの表記）
|  |  |  |  |  |  |  |  |  |  |  |

|  |  |  |  |  |  |  |  |  |  |  |  |  |  |  |

|  |  |  |  |  |  |  |  |  |  |  |

|  |  |  |  |  |  |  |  |  |  |  |  |  |  |  |

|  |  |  |  |  |  |  |  |  |  |  |

|  |  |  |  |  |  |  |  |  |  |  |  |  |  |  |

|  |  |  |  |  |  |  |  |  |

|  |  |  |  |  |  |  |  |  |  |  |

|  |  |  |  |  |  |  |  |  |  |  |

|  |  |  |  |  |  |  |  |  |  |  |  |  |  |  |

|  |  |  |  |

|  |  |  |  |  |  |  |  |  |  |  |

|  |  |  |  |  |  |  |

|  |  |  |

|  |  |  |  |  |  |  |  |  |  |  |

|  |  |  |  |  |  |  |  |  |  |  |  |  |  |  |  |  |  |

|  |  |  |  |  |  |  |  |  |  |  |

|  |  |  |  |  |  |  |  |  |  |  |  |  |  |  |

|  |  |  |  |  |  |  |  |  |  |  |

|  |  |  |  |  |  |  |  |  |  |  |

|  |  |  |  |

|  |  |  |  |  |  |  |  |  |  |  |

|  |  |  |  |  |  |  |  |  |

|  |  |  |  |  |  |  |  |  |  |  |

|  |  |  |  |  |  |  |  |  |  |  |  |  |  |  |  |  |

|  |  |  |  |  |  |  |  |  |  |  |  |  |  |  |

|  |  |  |  |  |  |  |  |  |  |  |  |  |  |  |

|  |  |

|  |  |  |  |  |  |  |  |  |  |  |

|  |  |  |  |  |  |  |  |  |  |  |

|  |  |  |  |  |  |  |  |  |  |  |  |  |  |  |

ノート* – 女子学生のみ
† – 21歳以上の学生のみ
他にウエストミンスター・コレッジや Ridley Hall Theological Collegeなどの Cambridge Theological Federationと提携する神学校がある

#### 以前存在したコレッジ
今は存在しないコレッジで代表的なもの:
- King's Hall（1317年設立、1546年にMichaelhouseと合併してトリニティ・コレッジを形成）
- Michaelhouse（1324年設立、1546年にKing's Hallと合併してトリニティ・コレッジを形成）
- Gonville Hall（1348年設立、1557年にゴンヴィル・アンド・キーズ・コレッジとして建て直された）
- God's House（1437年設立、1505年にクライスツ・コレッジとして建て直された）

#### 参照
- ケンブリッジ大学のコレッジ - Key facts for each college are available from the listing on the left.
- Armorial Bearings and Scarf Colours of the Universities of Cambridge, Dublin, and Oxford

## 教員・著名な卒業生等
- ケンブリッジ大学の人物一覧を参照。

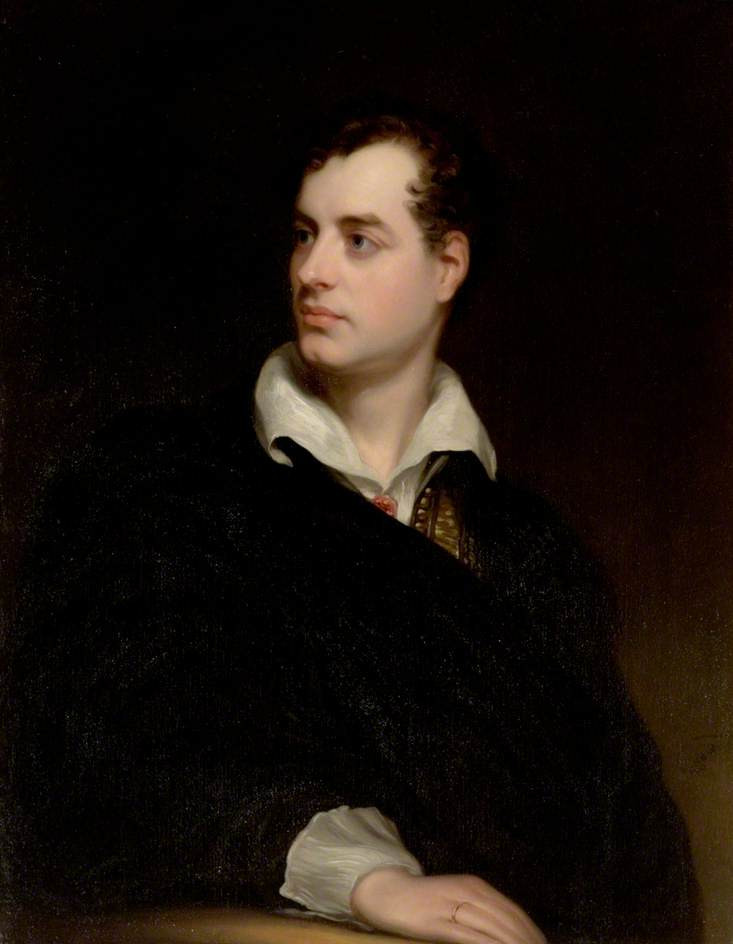
詩人 ジョージ・ゴードン・バイロン
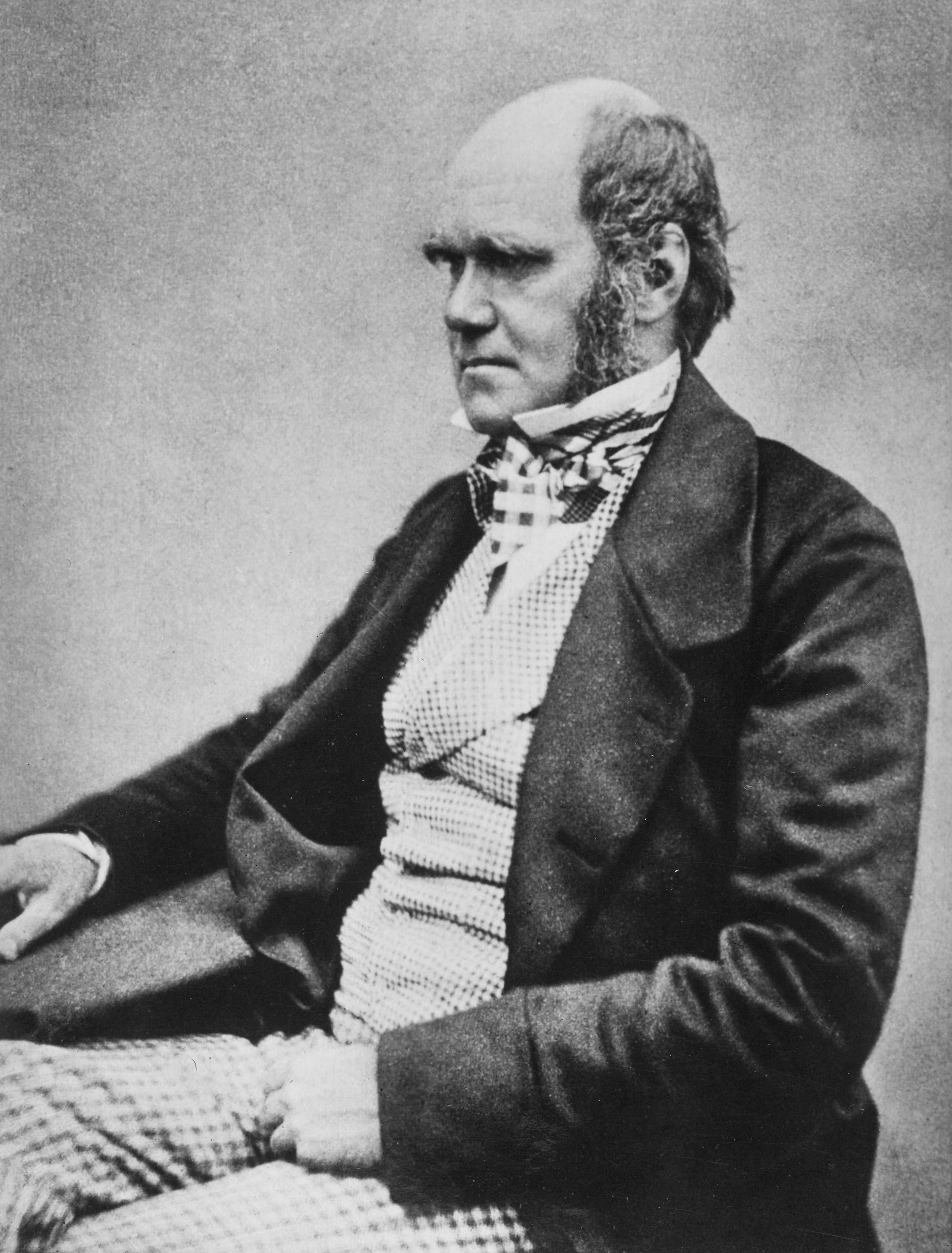
自然科学者  チャールズ・ダーウィン
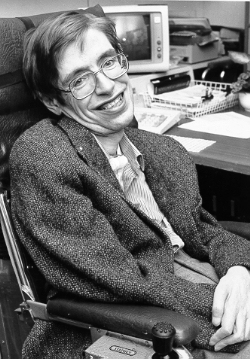
理論物理学者  スティーヴン・ホーキング
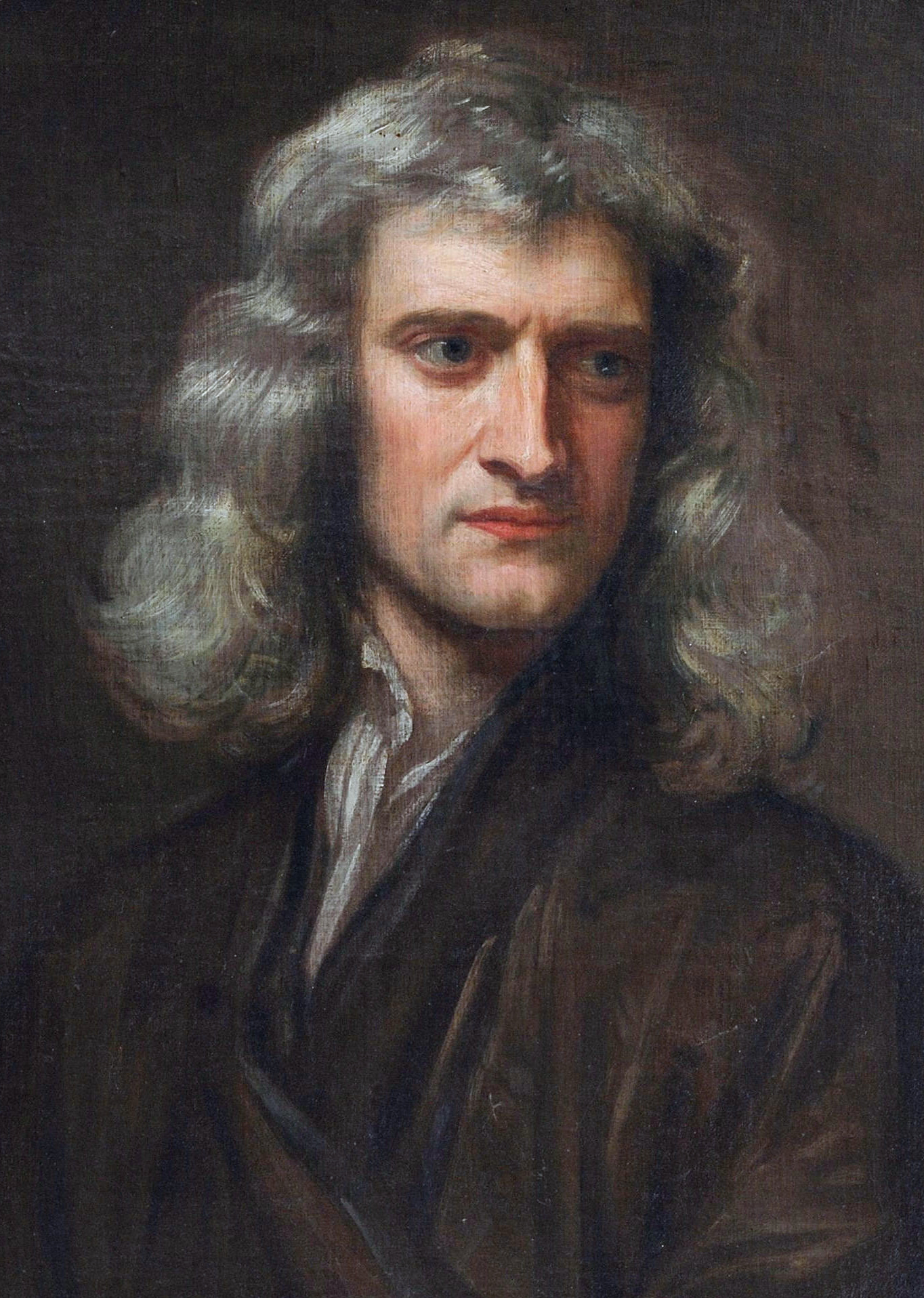
自然哲学者、物理学者 アイザック・ニュートン
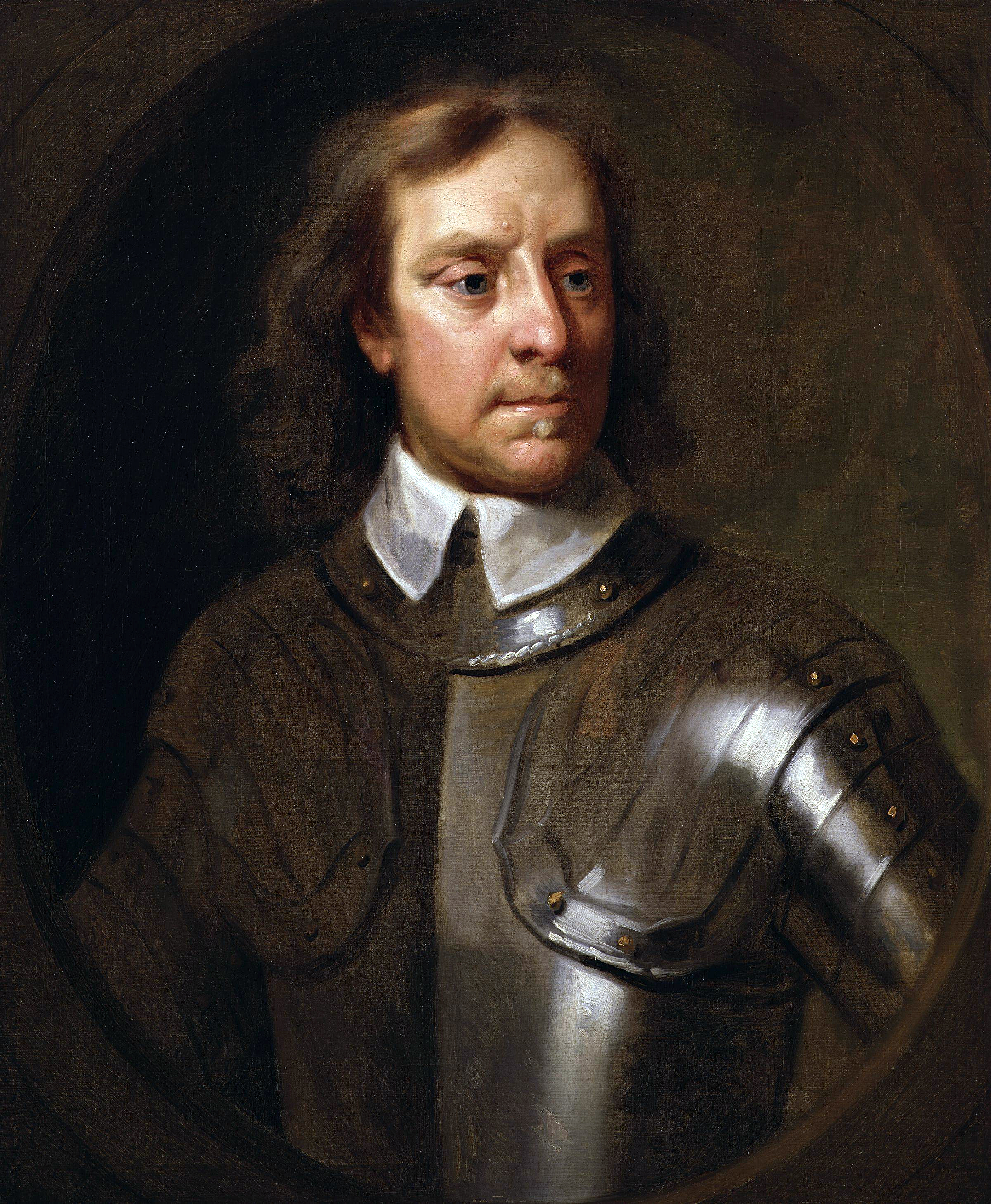
政治家 オリバー・クロムウェル
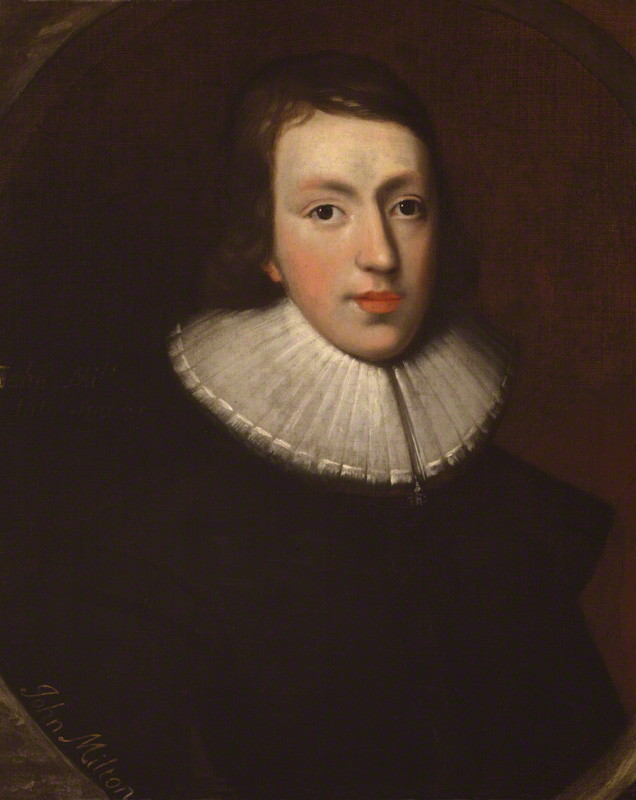
詩人 ジョン・ミルトン
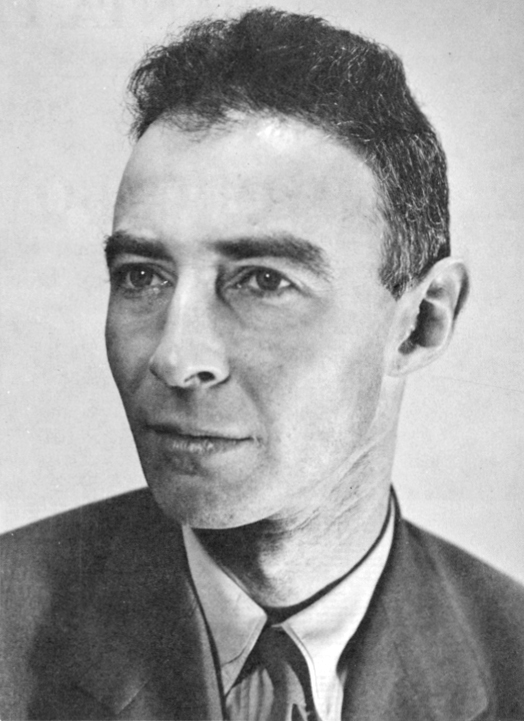
理論物理学者 ロバート・オッペンハイマー
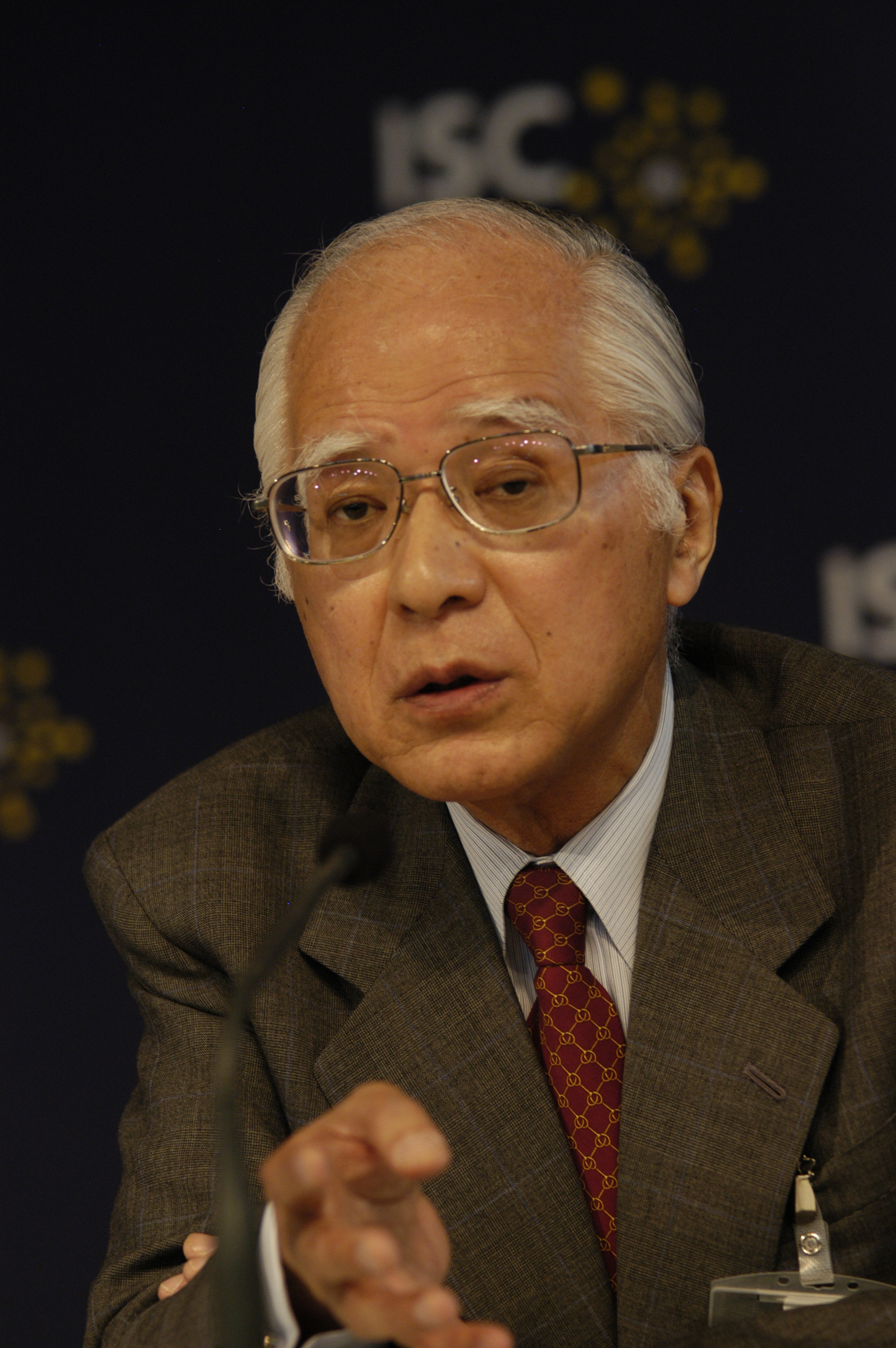
第22代国際司法裁判長　小和田恆

### 授与する賞
- アダムズ賞